# Стара Слобода (Ленінградська область)
Стара Слобода (рос. Старая Слобода) — присілок у Лодєйнопольському районі Ленінградської області Російської Федерації.
Населення становить 188 осіб. Належить до муніципального утворення Янегське сільське поселення.

## Історія
Згідно із законом від 20 вересня 2004 року № 63-оз належить до муніципального утворення Янегське сільське поселення.

## Населення
| 1879 | 1885 | 1905 | 1997 | 2007 | 2010 | 2014 |
| ---- | ---- | ---- | ---- | ---- | ---- | ---- |
| 103  | ↗122 | ↗403 | ↗691 | ↘231 | ↘221 | ↘188 |